# Reinier van Hasnon
Reinier van Hasnon of Régnier de Hasnon was markgraaf van Valencijn van ca. 1045 tot ca. 1047. Hij was vermoedelijk getrouwd met Adelheid van Egisheim, dochter van Hugo IV van Nordgau, een neef van keizer Koenraad II, familie van paus Leo IX. Zijn dochter was vermoedelijk Richilde van Henegouwen.

## Context
Reinier was afkomstig van het plaatsje Hasnon in Noord-Frankrijk. Toen graaf Boudewijn V van Vlaanderen zich keerde tegen keizer Hendrik III werd hem het markgraafschap Valencijn afgenomen en werd het geschonken aan Reinier van Hasnon, via zijn vrouw Adelheid. Hij werd opgevolgd door Herman van Bergen, echtgenoot van Richilde.